# Tavera Acosta
Pour les articles homonymes, voir Tavera et Acosta.
Tavera Acosta est l'une des deux paroisses civiles de la municipalité d'Andrés Mata dans l'État de Sucre au Venezuela. Sa capitale est Río Casanay.